# フリークライミング

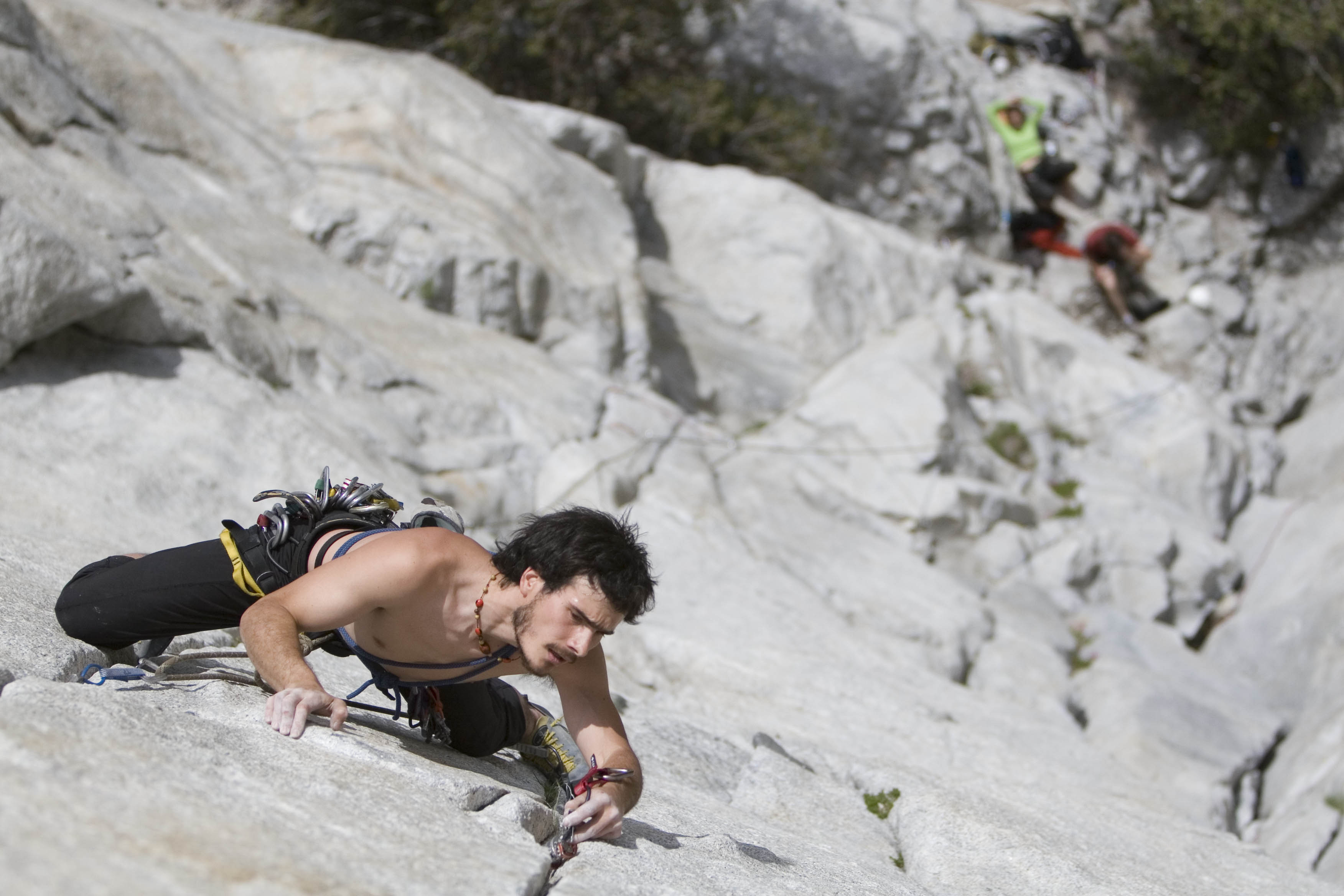
フリークライミング（ヨセミテ渓谷）

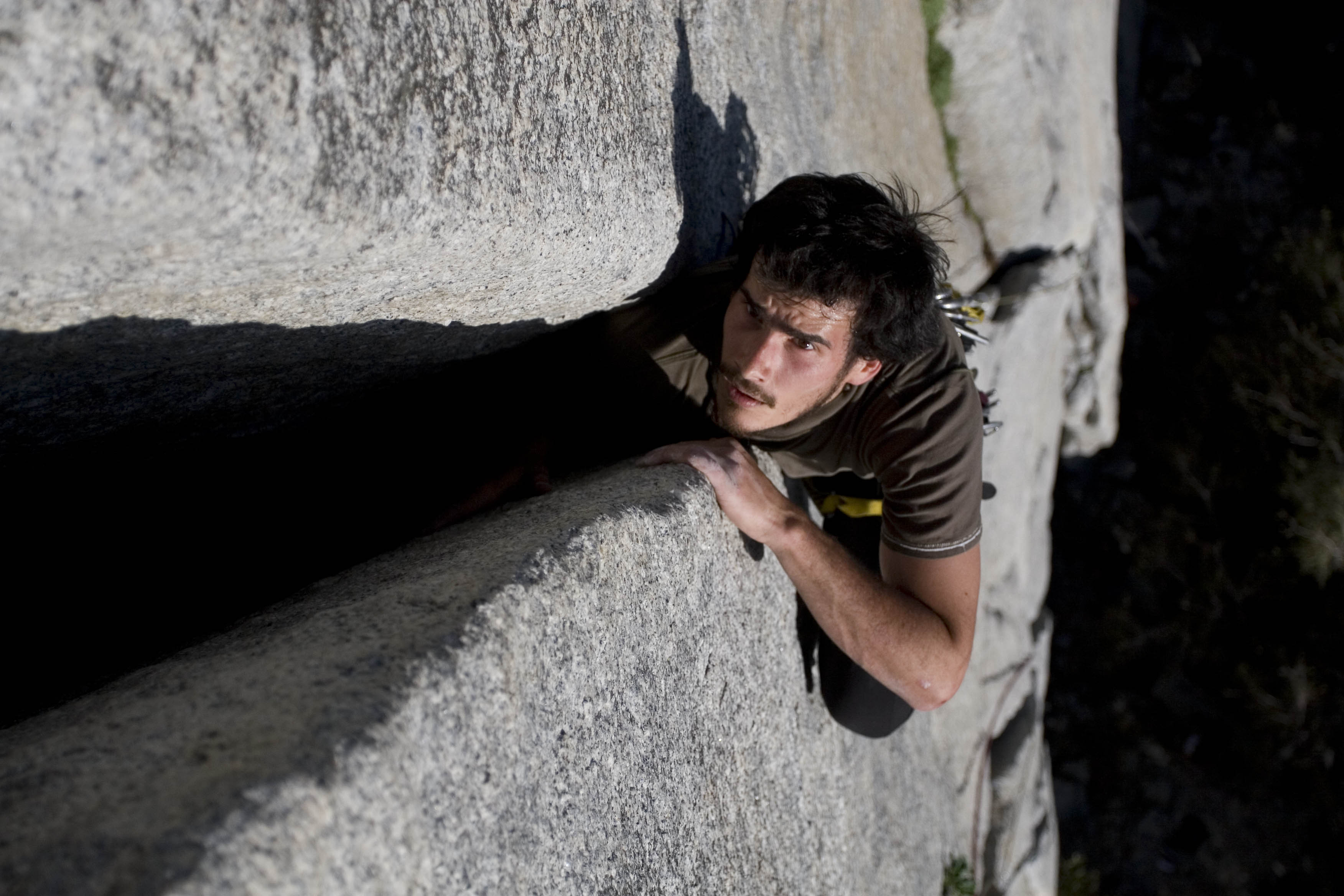
フリークライミング（ヨセミテ渓谷）

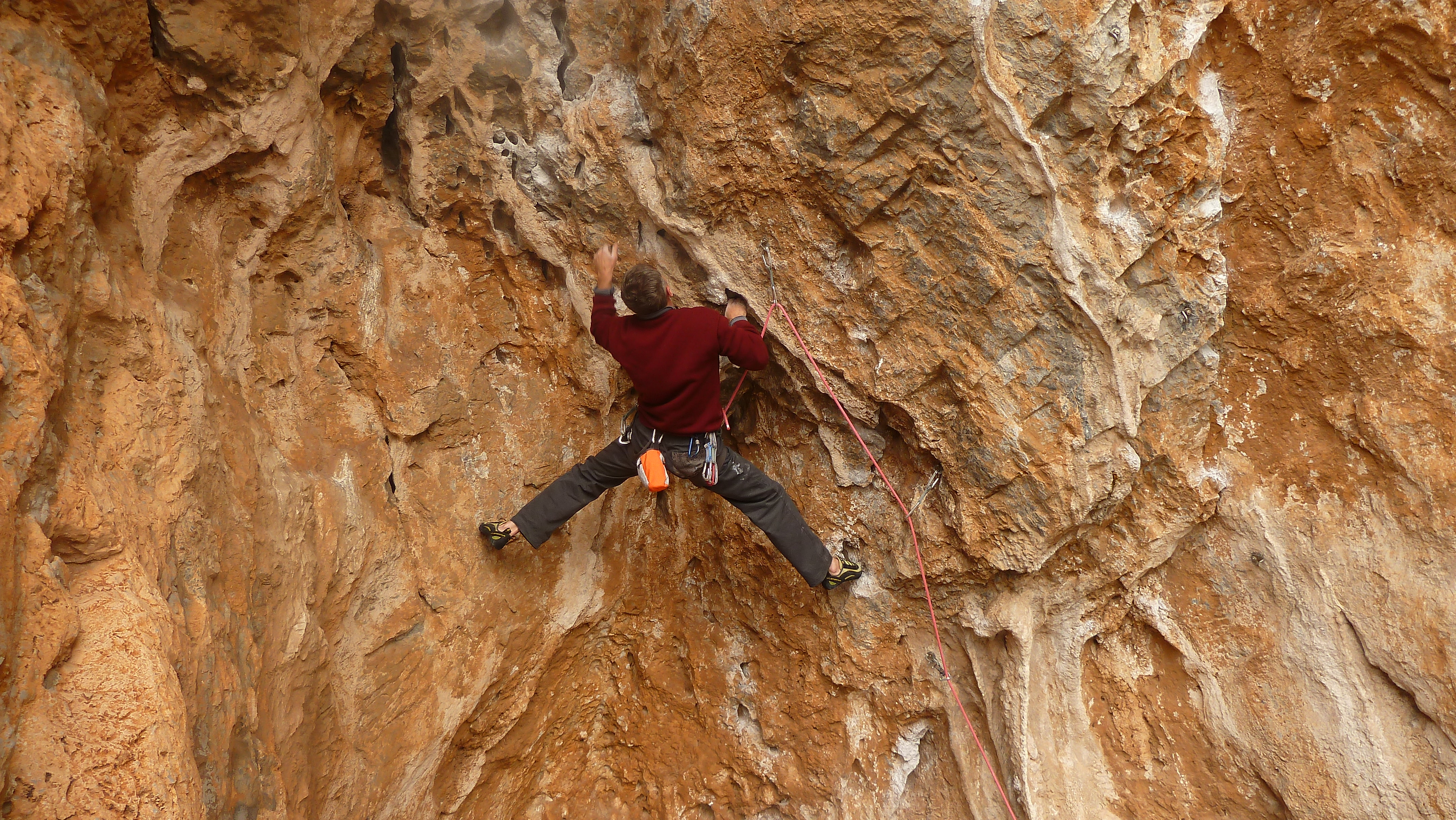
フリークライミング（ギリシア、カリムノス島）

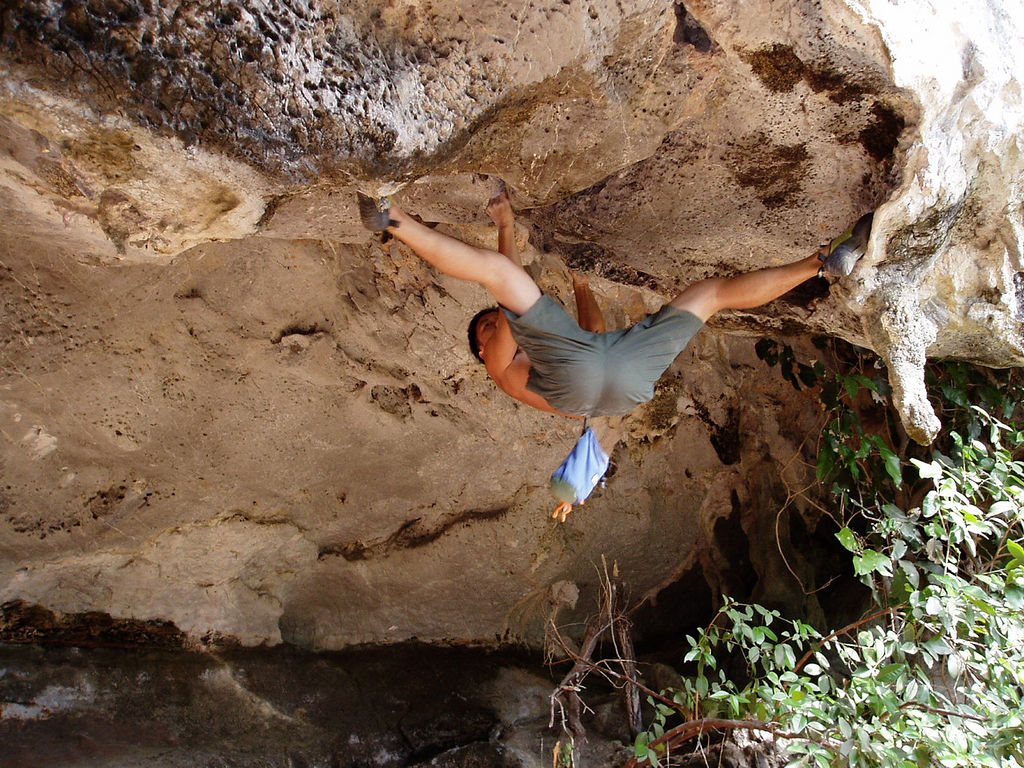
フリークライミング

フリークライミング（英: free climbing）とは、岩登りの内、安全確保以外には道具に頼らず、自己の技術と体力を使って岩を登るものをいう。

## 概要
人為的、人工的な支点に手足をかけたり、アブミ（短い縄ばしご状のもの）などの道具をそれに取付けて、登る際に人工的支点に直接体重をかけて使用する人工登攀と対比される。基本的に、元来そこにある自然の造形（岩の出っ張りやポケット）などだけを利用して登る。ロープを掴んだり、ボルトなどの人工物を持ったり、足場にして登った場合は、フリークライミングとは見なされず、人工登攀の一部と見なされる。
また、登山を前提にした伝統的なアルパイン・クライミングと対比して、手段を目的に変化させ、岩を登ること自体を目的して行われるロッククライミングのことをフリークライミングと呼ぶこともある。
近年では、街中にある高層建築物などの高所に登りパフォーマンスを行う行為が生まれ、アーバンフリークライミング (Urban Free Climbing) と呼ばれている。
自然の岩場以外に、人工の岩を登るインドアクライミングもフリークライミングに含まれる。フリークライミングでは、ルートないし課題の完登が主たる目的の1つであるが、クライミングのムーブ自体を楽しむことも重要な目的となっている。
一般にクライミングをする人のことを「クライマー」と呼ぶが、特にフリークライミングを行う人のことはフリークライマーと呼ぶ。
- フリークライミングを行うKurt Albert
- フリークライミング
- フリークライミング

関連する概念としてスポーツクライミングがあり、こちらは基本的に、他人と競い合う競技として行われるクライミングである。決められたルールのもとに、もっぱら人工壁を使い、他人と競い合うことを主眼としたものである。

## 歴史
フリークライミングは、ヨーロッパで登山が広まった頃から行われてきたが、重大な危険を伴うようなものが「フリークライミング」を目的として行われるようになったのは、1950年代のヨセミテであるとされている。アレン・ステック、ジョン・サラテ、ロイヤル・ロビンス、イヴォン・シュイナード、トム・フロストなどが、ボルトをなるべく排除したクリーンなスタイルでクライミングを行い、麻のロープを腰に巻くような古い装備で、既に5.10台のルートや、長大かつ冒険的なルートが拓かれていた。
その後、フリークライミングの「グレードを押し上げる」という意味での中心はフランスに移った。良質な石灰岩の岩場に恵まれ、ヨセミテの「ルートはあくまで下から開拓する」というグラウンド・アップの原則を排除して、岩場上部から懸垂下降してのボルト打設を行うフレンチ・スタイルは、グレードを押し上げる点においてはヨセミテの方式よりも遙かに効率的であった。そうした中で、さらにスポーツとしての発展を目指すべく、ジャン・クロード・ドロワイエは残置ピトンなどの人工物をホールド（手懸かり）やスタンス（足場）として使用することをやめるよう提唱し、次第に広く受け入れられるようになり、フリークライミングとは「自然の造形のみをホールドやスタンスにして登る」ということが一般化された。フランスでは岩を削ってルートを開拓するチッピングもさかんに行われていたが、次第にこうした傾向も下火になり、あるがままを登り、可能な限りクリーンなスタイルを目指すという原則が認知されてきた。

### 日本における歴史
一方、日本では、1956年の日本山岳会隊によるマナスル登頂などを頂点とした、ヒマラヤ処女峰の登頂が至高の目的とされる風潮があったが、次第に社会人山岳会による精力的な岩壁登攀が主流となっていった。このころ拓かれたルートには今なおフリークライミングとしても質の高いルートが見られる。しかし、安易にボルトを乱用する風潮が見られるようになると、国内の岩壁は「どこへ行っても6級A1」という閉塞状況に陥るようになった。こうした中で、クライマー達の目は次第に近郊の岩場におけるフリークライミングへと移り、各地でフリークライミングのゲレンデ（当時、山岳地域の岩場を「本チャン」、近郊の岩場を「ゲレンデ」と呼んだ）が開拓された。
1980年の戸田直樹・加藤泰平による谷川岳一ノ倉沢コップ状岩壁正面壁雲表ルートのフリー化は、閉塞状況に穴を開け、各地で起こっていたフリークライミングの波を大きなうねりにするのに十分なインパクトを持っていた。このころおもな古典的ルートが次々とフリー化され、檜谷清、池田功、南場亨祐、森徹也などが当時活躍した。
1980年代ごろから山岳地域の「本チャン」のフリー化と、ゲレンデにおけるフリールートの開拓がクライミング界の主流となっていったが、かつてのアルパインクライマーはフリーの技術を学ばずにそのままIV級A1を続ける者と、フリークライミングを積極的に学び、アルパインクライミングに活かす者に分かれた。前者はその後新しい技術を学ぶ機会がないまま、いわば時代の流れに乗り遅れた形となったが、中には若いフリークライマーを「本チャン」に連れて行き、その厳しさを教えるなどの形で、クライミングシーンを盛り上げる者もいる。後者は世界レベルの登攀を行うようになり、代表的な例として、90年の保科雅則らによるグレート・トランゴ・タワー北東ピラー第二登があげられる。この系譜に連なるクライマーは現在も少数ながら存在し、世界レベルの登攀を行って、フリークライミングがアルパインクライミングにとって必要不可欠であることを実証し続けてきた。
一方、近郊のゲレンデで高難度を追求する、今日的な意味でのフリークライマーが現れるようになり、優れたフリークライマーと、今日でも名ルートとして親しまれている質の高いルートが続々と産まれた。1987年から開催されるようになったジャパンカップなどの当時のコンペの順位表を見ると、このころ活躍したクライマーと、その移り変わりを見ることができる。1990年代初頭までは堀地清次、寺島由彦ら、ホールド制作や人工壁運営で知られる人々と杉野保、平山ユージといった若い世代が入りまじる形で競い合っていたが、徐々に平山を筆頭とする若い世代が前面に出るようなっていった。平山は、コンペやゲレンデでのフリークライミングに留まらない活躍を見せ、1997年、ヨセミテのサラテ・ルートをフリーで登り、ほぼ全てのピッチをオンサイト（初見で一度も落ちずに登る）するという、初期ヨセミテの理想を体現するフリークライミングを行い、世界を驚かせた。1998年のワールドカップでは日本人初のシリーズ総合優勝に輝いている。一方、コンペにはあまり出ずに岩場で自分のクライミングを追い求めた者もおり、この代表格として日本最難のクラックルート「マーズ」を開拓した吉田和正がいる。
2000年代に入ってからはさらに若い世代が台頭し、フリークライマーの志向がルートクライミングよりもボルダリングへ向くようになってきている。こうした中で、ボルダリングやルートクライミングの最高グレードが伸び、初・中・上級者層全体のレベルが上がり、かつては考えられなかったようなグレード（難度）のルートや課題が登られるようになった。
一方、クライミングの各ジャンルの島宇宙化が進み、「ボルダーしかやらない」「ルートしかやらない」といった、かつての「フリーをやらないアルパインクライマー」を裏返したような現象が見られるようになり、狭義の意味での「フリークライミング」、すなわち、近郊の岩場でのフリークライミングが定着し、フリークライミングが持っている冒険的意味合いが薄れつつあるのを心配する声が上がっている。そうした中で、グレードの追求と並行し（ないしは気分転換的に）マルチピッチやトラッドクライミングといった、危険で無謀なテイストを持つフリークライミングに新たに取り組もうとする者もおり、その代表例として2015年の倉上慶大による瑞牆山での「千日の瑠璃」の開拓があげられる。

## 登り方のスタイル
岩登りとしては以下のような形式がある。

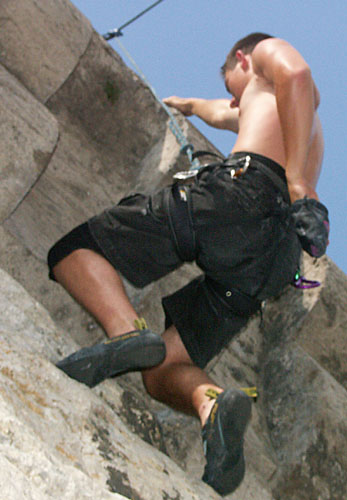

- ボルダリング - 最低限の道具（シューズとチョーク）で岩を登る。高さに規定はない。
- リードクライミング - クライマーがロープを自らルート途中の確保支点にセットしながら登る（#リードクライミングを参照）。
- トップロープクライミング - 予めルート最上部の強固な確保支点に通した確保用のロープにて安全を図りながら登る（#トップロープクライミングを参照）。

### ボルダリング
ボルダリングは最もシンプルな登り方とされているスタイルで、後述するクライミングシューズのみで岩を登り、クラッシュパッド、チョークバック、それにチョークを落とすための歯ブラシを補助的に使用する。ボルダリングの持つシンプルさや岩との親和性を損なうなどの理由から、クラッシュパッドを用いないポリシーを持つ者もいる。実際の所、巨大なクラッシュパッドを持つことにより「さまざまなクライミングのスタイル中、最もシンプルな登り方であるはずのボルダリングを行う者が、最も大きな荷物を担いでいる」という皮肉な事態になっている。
ボルダリングの準備は簡単で、登りたい岩の前に行きクライミング用シューズに履き替え、登る前に靴の汚れを落とし、手にチョークをつけ、落ちた場合に備えてクラッシュパッドを敷いておくくらいである。あとは、登りたい岩の登りたいラインを、手足を使って登る。登るラインを課題という。場合によっては、岩上部に回り込んで落ち葉を落としたり、ホールドをブラシで掃除する場合もある。それらが終わったら、岩に取り付く。あとは登るだけである。場合によっては岩をへつって横断する課題もある。黒本に代表されるルート図集には、面白い課題がたくさん載っているので、それを参考に自分の登りたい課題を決めるのが一般的である。
ボルダリングは一人でも行うことができ、必要な道具の少ない事などからもボルダリングを専門に行うクライマー（ボルダラー）も増えている。そのため、UIAAのワールドカップではリードクライミングの競技のほかにボルダリング競技が行われることがもはや普通になった。日本では、各地方のローカルコンペのほかにB-sessionという年間チャンピオンシリーズが行われている。また、日本山岳協会主催大会でも2005年からボルダリングジャパンカップが行われ始めているほか、2008年の国民体育大会（チャレンジ!おおいた国体）からは山岳競技の中にボルダリング種目が採用される。
ボルダリングが盛んに行われている場所としては、関東周辺では御岳山_(東京都)や小川山などがある。複数人でボルダリングを行う場合、クライマー以外の者は、マットを墜落予想地点に移動させたり、落ちてきたクライマーをパッドの方に押す、着地後にバランスを崩して転倒するのを防ぐよう支えるなど、安全性の向上を図る。こういった一連の行為をスポットといい、スポットを行う者をスポッターという。どのようなスポットがベストかは足場の状況やクライマーの位置・体勢・次のムーブなどにより変わるので、簡単なように見えて実は複雑な技術であり、中途半端なスポットは怪我の元であるとする者もいる。
ボルダリングは日本でもフリークライミング黎明期から行われてきたが、「岩と雪」72号に紹介された、ヨセミテのミッドナイト・ライトニングを登るジョン・バーカー（John Bachar）の連続写真は、ボルダリングを広く認知させるに至った。また、1984年に邦訳が出された『ジョン・ギルのスーパーボルダリング』（森林書房、パット・アメント著、平田紀之訳、ISBN 4915194280）は、アメリカの初期ボルダリングの天才ジョン・ギル（John Gill）やアメリカのボルダリング文化を広く日本に知らしめる役割を果たし、現在でもこの本をバイブル視するボルダラーもいる。そして、岩と雪の事実上の最終号となった169号では、草野俊達の長文記事と写真が紹介され、ボルダリングはルートクライミングと並ぶフリークライミングの二大潮流のひとつとなった。その後、岩と雪の事実上の廃刊にともない、クライミング自体がメディアから取りあげられることが少なくなるが、岩と雪がロックアンドスノーとしてリニューアル復刊後にクライミングが再び脚光を浴び始めたなかでもボルダリングの隆盛は止まず、近年ではボルダラーはリードクライミングを行うクライマーよりも増えつつある。この背景として、アメリカのボルダリングビデオ「ランページ」および「ドセージ」シリーズ（いずれもBig UP Productions制作）によるボルダリングイメージの革新や、著名なクライマー（ボルダラー）の一人である室井登喜男が自費出版した関東周辺の主なボルダリングエリアの詳細なルート図集（通称黒本）の流通や各種ボルダリングウェブサイトの充実による、クライマー間のコミュニケーションの円滑化などが挙げられる。
ボルダリングのムーブにはダイナミックなものが多く、こうした動き自体が非常に興奮的で楽しい。また、ボルダリングは準備が非常に簡単である。地面にマットを敷いてシューズを履けばすぐにでも始められるため、手軽に始められる。さらにボルダリングのムーブはルートクライミングにも応用が利くものもあるため、低い岩でのボルダリングはルートクライミングのトレーニングとしても非常に有用である。

### リードクライミング
リードクライミングは、あらかじめ開拓者によりボルトが打ち込まれているルートを対象としたクライミングと、クラック（岩の割れ目）などにナッツやカミングデバイス（カム）といったナチュラルプロテクションをセットしつつ登るクライミングに分けられ、2006年時点では前者の人気が高く、通常「リードクライミング」と言った場合は前者を指すようになっているが、後者との区別を強調したい場合などはスポーツクライミング（略して「スポーツ」「スポート」）と呼ばれることもある。後者は「岩を傷つけない」「可能な限りシンプルなスタイルを採用する」というクライミングの伝統に基づいていることからトラッドクライミング（略して「トラッド」）と呼ばれて前者と区別される。
リードクライミングは基本的にクライマー（登る人）とビレイヤー（地面でロープを確保する人）の2人1組で行われ、クライマーは自分でナッツやカムなどのナチュラルプロテクションをセットするか、あるいはあらかじめ打たれたボルトのところまで到達し、これらの確保支点にクイックドロー（俗にヌンチャク）と呼ばれる道具を掛け、クイックドローにロープを掛けながら登る。リードクライミング開始の手順としては、まずルートの下に行き、クライマーはロープをハーネスに結び、ビレイヤーはビレイ器にロープを通し、ハーネスにセットする。クライマーはクイックドローを必要な分だけ（必要な場合はナチュラルプロテクションも）ハーネスに掛ける。その後クライマーが「お願いします」と言って登り始めるのが一般的である。ルートの最上部には様々な形態の終了点が設置されており（ない場合もあり、そうした場合は自分で作る）、ここまで到達したクライマーは、設置された終了点を利用して下降する。終了点に到達するまでに、ボルトやロープと言った自然以外の造形に全く荷重をかけずに終了点に到達したことをもって完登とするが、岩場の形状によっては終了点の上まで登ることを要求される場合もある。途中でクライマーが墜落した場合、ビレイヤーはビレイ器を用いてロープに制動をかけ、墜落を止める。止めた後は、クライマーはそこで落ちた箇所の検討を行い、再度挑む。このような、ロープにぶら下がったままムーブを探るスタイルをハングドッグといい、かつては堕落したスタイルと見られていたが、2006年時点では完全に定着している。2006年時点において、日本各地では終了点や確保支点用ボルトの老朽化が進んでおり、これらの確認を自分自身で行うよう日本フリークライミング協会は呼びかけている。
トラッドクライミングでは、ナチュラルプロテクションを確実にセット出来なかった場合、墜落すると、セットしたナチュラルプロテクションが外れ、クライマーが地面まで落ちる可能性がある。一方、ボルトルートのリードクライミングでは、強固なボルトがあらかじめ設置されているため、地面まで落下する危険性が少なく、プレッシャーが比較的少ないため、人気が高い。トラッドクライミング独特の技術であるジャミングがやや痛く、かつしっかり効いているかどうかが最初は判断しづらい、トラッドクライミング用のナッツ、カムといったナチュラルプロテクションがやや高価であることも、トラッドクライミングがボルトルートほど人気がないことの原因の1つとなっている。しかし、トラッドクライミングにはその分、「自分自身の力で登り切った」という達成感がボルトルートを登った場合より大きい。このため、ボルトルートでのクライミングやボルダリングを一通り経験した者が、未知のクライミングを求めてトラッドを始めるケースや、アルパインクライマーがスムーズにナチュラルプロテクションを設置する能力を求めてトラッドを始めるといったケースもあるという。
リードクライミングでは、人間は高いところに行けば恐怖感を持つようにできているという特徴から、クライマーは心理的プレッシャーを受け、思い切ったムーブができなくなることもある。特に、ボルトとボルトの間隔が遠いルートはプレッシャーが大きい。こうした恐怖感は、完登した際の喜びのスパイスとなる。確保支点をとらずに（または取れずに）長い距離を登ることや、最後の確保支点から繰り出されたロープの距離をランナウトといい、ランナウト状態では緊張感から普段通りのムーブを起こすことが出来ず、クライマーの恐怖の対象となっている。国内のフリークライミングエリアでこうしたランナウトに極端なものは少ないと言われているが、宮崎県北部の花崗岩のスラブの岩場（比叡山、広タキスラブ、雄鉾岳など）では、20メートル以上もランナウトするようなルートが珍しくない。大きくランナウトするルートは恐ろしいが、それだけに完登した際の喜びは単なるスポーツの域を越え、むしろ冒険のそれに近くなる。
リードクライミングは、用具を一式揃えるのがボルダリングよりも高くつくこと、アプローチが多くの場合ボルダリングよりも遠いこと、2人以上必要であること、高度感がプレッシャーとなること、ロープワークが必要とされることなどから、ボルダリングに比べハードルが高くなり、ボルダリングの隆盛と比較してやや人気が落ち着いてきている感がある（2006年時点）。とはいえ、リードクライミングには、そのスケール故の快感や、クリップ（クイックドローをボルトに掛け、ロープをセットすること）やレスト（片腕を放して休ませること）に関する駆け引きなど、にボルダリングとはまた違った楽しさがあり、特にナチュラルプロテクションを用いたクライミングは戦略性が高い上に、「自分の力でなし得た」という満足感をクライマーに与えてくれる。
ルートクライミングのエリアとしては、関東周辺では小川山、二子山、城ヶ崎、白妙橋、氷川屏風岩、河又などが有名である。

## 用具

### ボルダリング
基本的な道具としては、岩登り専用のクライミングシューズと指の汗を抑えるためのチョーク（炭酸マグネシウム粉）とそれを入れるチョークバッグがある。ボルダリングは基本的にこの3品で行うことができる。ボルダリング時の墜落に対して安全を図るためにクラッシュパッドと言う携帯用のマットを敷く場合もある。
- クライミングシューズ
- チョークとチョークバッグ

### トップロープやリードクライミング
トップロープやリードクライミングを行う場合は、ダイナミックロープ、及び体にロープを固定するためのハーネス等が必要となる。これに加えて、岩にすでに打ち込まれたボルトなどの確保支点があるルートを登る際には、これら支点を利用してロープを通すためのクイックドロー・スリング（クイックドローと俗称される。長さ数cm - 数十cmのソウンスリングの両端にカラビナが着いている）が必要となる。また、ボルトが設置されておらずクラック等にナチュラルプロテクションをとる必要がある場合には、ナッツ（ワイルドカントリーのロックスや、ブラックダイヤモンド・イクイップメントのストッパーなど）やカミングデバイス（ワイルドカントリー社のフレンズや、ブラックダイヤモンド・イクイップメントのキャメロットなど）といったナチュラルプロテクションが、また、終了点に支点がなく立木などを支点にする場合にはスリングが、それぞれ必要となる。クライミングシューズやチョークも登るための補助具ではあるが、これらの使用はフリークライミングの範囲内であるとして容認されている。
一方ビレイヤーが使う用具としては様々なタイプのビレイ器があり、現在はブラックダイヤモンド・イクイップメントのATC（Air Traffic Controller）に代表されるバケツ型ビレイ器と、ペツルのグリグリに代表される自動ビレイ器が人気を二分している。しかし、近年、ロープ径の小径化が進み、これに対してATCやグリグリの制動力では、ロープとの相性によっては制動が不十分である場合がありこのため、制動力を選択できるタイプのビレイ器や、小口径ロープに対応した自動ビレイ器なども見られるようになった。ロープとビレイ器の相性は、ロープ径と同じくらいに重要であり、メーカーは安全な環境下でビレイ器とロープの相性を確認するよう推奨している。

## 難度の指標
世界的には、アメリカでよく使われるVグレード（Vの後に数値が入る）や、フランス・フォンテーヌブロー（Fontainebleau rock climbing）を発祥とするフレンチグレードがよく使われる。
米国のデシマルグレードは、小数表記のグレードという意味であり、「手を使う岩登り」をあらわす5の数字に続く小数点“.”以下の数値と記号の組み合わせで難度を表す。5.10以上においては、さらに細分化するために5.10a - 5.10dのようにa,b,c,dの英小文字をつける。また、5.10- - 5.10+のように表記することもある。二つのグレードの間くらいの難易度と判定される場合、5.11c/dや5.14d/15aのように二つのグレード表記の間に「/」を入れて表現する。初心者は5.7当たりから入り、5.11aから中級、5.13a以降で上級となる。現在の世界最難ルートは5.15bとされている。
デシマルグレードは世界的にも広く使われているが、その他によく使われているのがフレンチグレード（数値のあとにa,b,cの文字がつく、場合によってはその後ろにさらに「+」がつく）である。他に、UIAAグレード（ローマ数字と「-」ないし「+」の組み合わせ。ドイツなど）、オーストラリアグレード（数値のみ）など各国独自のグレードシステムが存在する。クライマーの国際的交流が増えてきた現在、これらのグレードシステム間の対比表が整備されるようになってきている。
日本ではボルダリングのグレードとしては、武道や芸道の「級」や「段」の制度に慣れ親しんだ日本人のために10級 - 初段 - と表示する方式がポピュラーに使われている（初心者は7級あたりから入り、3級あたりから中級で、初段では上級の域となる）。一方、ロープを使うようなクライミングでは上述の米国のグレードシステム（デシマルグレード）が日本でもポピュラーに使われている。
なお岩の難度を表す指標としてグレードの表記法が規定されているのだが、実際にはグレードをつける者の主観が多分に入り込むため常に議論の的となっている。自然の岩場でのグレード値はエリア内での相対的な難度を示す、一応の目安ぐらいの位置づけとなっている。

## 練習方法
フリークライミングを練習する場として、人工の岩場を備えたジムが普及しつつある。ジムでは、墜落時の衝撃を吸収するマットや堅牢な支点を設けているので、安全に練習ができる。ジムの普及により、天候や岩場までのアプローチに左右されずクライミングの練習が行われるようになった。
簡易な上半身の強化用具として、板に横棒を約20cm間隔で数本取り付けたキャンパスボードと呼ばれる器具がある。横棒にぶら下り、足を使わず登ることにより、指、腕、広背筋が鍛えられる。クライミング時においては指の力がネックとなっていることが多く、指の強化は補助トレーニングとして即効性がある。
- クライミング用の人工壁
- 東京ドームシティ黄色いビル内のスポドリ（2019年7月5日撮影）

## クライミングエリアにおけるトラブル

### マナーの問題
クライミングのエリアとしては岩質が安定しており、アプローチが容易な場所が好まれる。そのために観光地や公園内に岩場があることが多く、道路の占有やゴミの放置、また登山者の用便などにおいてトラブルが発生し、クライミング禁止となったエリアも有る。そのためにクライマー間にてマナー、モラルの向上が唱えられている。
これらトラブルを防ぐためには自治体や地元住民らとの相互理解が不可欠である。利用者であるクライマーたちも岩場の清掃や地域住民との交流を手掛けることが望まれる。それによって、岡山県高梁市備中町（旧備中町）などのように、好意的な見解を示すようになった自治体（商工会）もある。同町はフリークライミングを町の活性化の一つに取り込み、用瀬嶽クライミング広場や登山者のための小屋、駐車場を整備したり、大会、イベント、交流会などを興したりしており、競技の広報、普及の基地として機能している。

### 文化財、自然保護の問題
また、フリークライミングの名所と知られる場所は地質学上貴重な天然記念物となっていることがある。たとえば、西日本有数のスポットである備中エリアの一角にあるデッケンというポイントは大賀の押被（大賀デッケン）という国指定の天然記念物であり、クライマーたちの登攀によって貴重な逆転地層の摩滅、破損、剥落のおそれがあるために、今日では入山禁止となっている。
また、全国有数のスポットとして知られる鳳来寺山、乳岩峡一帯も国の天然記念物や国定公園の指定地となっており、この他にも自然公園法、文化財保護法などによって保護されているポイントが多い。クライマーは自然保護という点において、特に十分な配慮が必要である（ただし、大賀のようなケースは特殊で、各種法律は活動そのものを制限するものではない。自然を破壊してはならない、自然を汚してはならないのは全ての利用者に言えることである）。

### チッピング
チッピング（英:chipping。←英語版記事あり）とは「自然の造形のみをホールドやスタンスにして登る」というフリークライミングの目的からはずれ、岩を人為的に加工する行為を指す。岩そのものの風化やクライミング中のホールドの欠けなどが起こる場合と違い人為的に岩を加工することはフリークライミングの否定でありクライミングコミュニティの中でも特に忌避される行為である。
日本国内において発生した事例では、備中「aozora」下呂「那由多」御岳「忍者返し」神戸「オロチ」などさまざまな地域でチッピングの被害が発生している。特に2018年は国内最高難易度を誇る「那由多」のルート上でのチッピングや国内のボルダリング史上最も有名とされる「忍者返しの岩」を含む複数の岩に対するチッピング被害が発生した。
さらに2019年1月初頭には愛知・鳳来「イニシエーション」においてチッピング被害が報告され、立て続けに国内有名課題におけるチッピング行為が行われ多くのクライミング課題が失われた。

## 競技会
人工壁を用いて厳密なルールのもとに行う競技に関しては、スポーツクライミングの記事を参照のこと。

## 著名なフリークライマー
- ダニエル・ウッズDaniel Woods
- アダム・オンドラ
- アレックス・ジョンソン Alex Johnson
- デイヴ・グラハム en:Dave Graham (climber)
- クロエ・グラフティオChloé Graftiaux
- クリス・シャーマ
- ヤコブ・シューベルト Jakob Schubert
- アンナ・シュテールAnna Stöhr
- ラモン・ジュリアンRamon Julian
- リン・ヒル Lynn Hill
- キリアン・フィッシュフーバーKilian Fischhuber
- アレックス・プッチオ Alex Puccio
- マヤ・ヴィドマーMaja Vidmar

### 日本
フリークライミング中心に活動している人を掲載。ただしそれ以外にも、スポーツクライミングに加えてフリークライミングの実績もある人など他に軸足がある人や、マルチに活動している人も、フリークライミングの実績を示す出典があれば掲載。人工壁でスポーツクライミングのみやっている人についてはここではなくスポーツクライミング#選手を参照。
男性
- 安間佐千
- 今泉結太[3]
- 大西良治
- 小西大介[4]
- 菊地敏之（『ベーシック・フリークライミング』『日本の岩場』などの著者）
- 北山真（日本フリークライミング協会元理事長）
- 木村伸介[5]
- 倉上慶大[6]
- 小林幸一郎
- 小峰直城
- 小山田大（プロ・フリークライマー）
- 清水裕登[7]
- 杉野保[8]
- 内藤直也（フリークライミングを中心に活動[9]。街中のクライミングスクールの経営や、クライミングテクニック本の執筆も。）
- 中嶋徹
- 楢﨑智亜[10]
- 樋口純裕[11]
- 平山ユージ（プロ・フリークライマー）
- 室井登喜男[12]
- 山内響[13]
- 山野井泰史
- 吉田和正[14]
- 吉田智音[15]
- 渡辺数馬[16]

女性
- 遠藤由加
- 大場美和[17]
- 尾川智子
- 小林由佳
- 野中生萌[18]
- 樋口結花[19]
- 野口啓代[20]
- 廣重幸紀[21]
- 森秋彩[22]
- 安田あとり